# Joachim Niklasch
Joachim Niklasch (* 12. Januar 1953) ist ein ehemaliger deutscher Fußballtorwart. In den 1970er und 1980er Jahren spielte er für den 1. FC Lokomotive Leipzig und den Halleschen FC Chemie in der DDR-Oberliga, der höchsten Spielklasse im DDR-Fußball. Niklasch war mehrfacher DDR-Nachwuchsnationalspieler.

## Sportliche Laufbahn
Nachdem Joachim Niklasch 1971 mit der Juniorenmannschaft des 1. FC Lokomotive Leipzig DDR-Meister geworden war, setzte ihn Trainer Horst Scherbaum in der Saison 1972/73 als Vertretung für Stammtorwart Werner Friese in acht Punktspielen der Oberliga ein. Daneben bestritt Niklasch zwölf Spiele mit der 2. Mannschaft in der zweitklassigen DDR-Liga. Im Frühjahr 1972 wurde er in das Aufgebot der DDR-Nachwuchsnationalmannschaft berufen, für die er zunächst zwei Länderspiele absolvierte. 1973/74 spielte Niklasch nur in der 2. Mannschaft, hatte danach aber 1974/75 seine erfolgreichste Oberligasaison, als er Friese in dreizehn von 26 Oberligaspielen vertrat. Es folgte erneut eine Saison ohne Oberligaeinsatz, und da die 2. Mannschaft abgestiegen war, musste Niklasch in der drittklassigen Bezirksliga spielen. Im März 1976 wurde er noch einmal in einem Länderspiel der Nachwuchsnationalmannschaft eingesetzt. Sein vorläufig letztes Oberligaspiel für den 1. FC Lok bestritt er am 2. Spieltag der Saison 1976/77. Zum Abschluss der Saison wurde Niklasch mit der Nachwuchsoberliga-Mannschaft des 1. FC Lok auch in dieser Liga DDR-Meister.
Nach der Winterpause wechselte Niklasch zum Oberligakonkurrenten Hallescher FC Chemie, wo er den etatmäßigen Torhüter Helmut Brade in vier Oberligaspielen vertrat. Da der HFC zur Saison 1977/78 mit Ulrich Kühn eine neue Nummer eins für das Tor verpflichtete, kam Niklasch bis zum November nur in drei Oberligaspielen zum Einsatz. Im November 1977 wurde er zu einem zwölfmonatigen Wehrdienst in die Nationale Volksarmee eingezogen.
Nach dem Ende seiner Armeezeit schloss sich Niklasch zur Spielzeit 1978/79 dem DDR-Ligisten BSG Aktivist Espenhain an. Dort wurde er als 2. Torwart nominiert, kam aber nicht zum Einsatz. Erst zur Saison 1980/81 wurde er wieder reaktiviert und in 13 der 22 DDR-Ligaspiele aufgeboten. Nach dieser Spielzeit stieg Espenhain in die Bezirksliga ab. Ab 1982/83 spielte Niklasch für den gerade aufgestiegenen DDR-Liga-Vertreter TSG Chemie Markkleeberg. Dort schaffte er es endlich, dauerhaft Stammtorwart zu werden. Bis 1987 war er stets in allen Punktspielen dabei. Nachdem er 1987/88 23 Ligaspiele absolviert hatte, holte ihn der 1. FC Lokomotive Leipzig Anfang April nach 12 Jahren zurück, weil nach dem Ausfall des dritten Torwarts Maik Kischko Ersatz gebraucht wurde. Er kam aber in der Oberliga nur einmal am 24. Spieltag gegen den BFC Dynamo zum Einsatz, als er gegen den 1,75 m großen Stürmer Dieter Kühn als Torwart ausgetauscht wurde, damit der 1,80 m große eigentliche Torhüter René Müller mithelfen sollte, das Siegtor zu erzielen. Lok Leipzig und der BFC waren vor diesem Spieltag punktgleich, der BFC verfügte aber über das bessere Torverhältnis. Bei einem Sieg wäre Lok am BFC vorbeigezogen und hätte gute Chancen auf den ersten DDR-Meistertitel gehabt. In den verbleibenden Minuten konnte Lok aber kein Tor mehr erzielen und wurde am Ende der Saison Vizemeister. Auch für die Saison 1988/89 führte Lok Leipzig Niklasch noch als dritten Torwart, er kam aber nicht in der Oberliga zum Einsatz. Stattdessen kehrte er zur TSG Markkleeberg zurück, wo er in der DDR-Liga von den 34 Punktspielen 21 Partien bestritt. Als sich die TSG wegen der Deutschen Wiedervereinigung 1990 in den 1. FC Markkleeberg umwandelte, gehörte Niklasch auch zur Saison 1990/91 wieder zum Aufgebot der 1. Mannschaft, die in der neu gebildeten auf dem ehemaligen Gebiet der DDR noch ein Jahr lang zweitklassigen NOFV-Liga antrat. Als 37-Jähriger absolvierte er noch acht Punktspiele. Danach verabschiedete er sich als Fußballtorwart vom höherklassigen Fußball. Später wurde er Torwart- und Co-Trainer bei der unterklassigen SG Taucha 99.